# Pertain
Pertain est une ancienne commune française située dans le département de la Somme, en région Hauts-de-France.
Ses habitants sont les Pertinois ou encore les Pertainais.
Depuis le 1er janvier 2017, Pertain est devenue une commune déléguée au sein de la commune nouvelle d'Hypercourt avec Hyencourt-le-Grand, et Omiécourt. Le chef-lieu de la commune nouvelle est fixé sur l'ancienne commune.

## Géographie

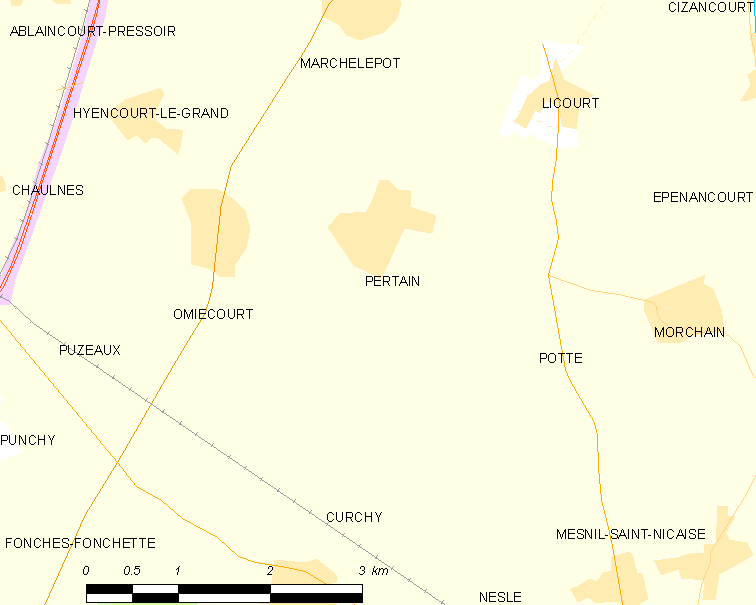
Communes voisines.
Cliquer sur la carte pour agrandir.

Pertain est située à l'extrémité est du Santerre, au carrefour du triangle européen Paris-Londres-Bruxelles, et à quelques kilomètres des infrastructures suivantes :
- croisement des autoroutes A1 (Lille-Paris) et A29 (Amiens - Saint-Quentin) ;
- gare de Chaulnes (desserte régionale Amiens-Laon) ;
- gare de TGV Haute-Picardie ;
- aéroport Albert-Picardie ;
- la prochaine construction du canal Seine Nord Europe.

Le calme et le charme de cette commune restent intacts puisque ses infrastructures restent relativement éloignées.
Quatre éoliennes construites en 2008 et gérées par la société Maïa Eolis sont installées sur le territoire de la commune, ainsi que deux à Potte, représentant une puissance totale maximale de 12 Mégawatts.

### Hameaux et écarts
La commune a compté plusieurs hameaux, aujourd'hui disparus, comme Mory ou encore Sacy-les-Pertain, mais certains sont encore-là, comme Berseaucourt, qui fut brièvement une commune sous le nom de Berssancourt avant d'être intégrée à Pertain entre 1790 et 1794.

## Toponymie
Le village s'est appelé Pertay en 11.. ; Partain en 1201 ; Pertaing en 1215 ; Parteing en 1220 ; Perteing en 1230 ; Percin en 1230 ; Portaing en 1567 ; Pertain en 1705 ; Pertin en 1744, avant d'adopter le nom Pertain.
Variante de Bertin, nom donné parfois à des enfants trouvés.

## Histoire
On trouve des traces de la commune à partir du premier millénaire.
Le premier document historique trouvé sur Pertain fut une charte de 1116, par laquelle Lambert, évêque de Noyon et de Tournai, donne l'autelaige de cette paroisse à l'abbaye de Saint-Quentin.
L'église, dont une partie était antérieure à la Révolution française, construite en briques et pierres, a été inaugurée en 1816,.
Première Guerre mondiale
Au début de la Première Guerre mondiale, les troupes allemandes occupent brièvement le village avant de continuer vers Amiens, et le réinvestissent fin septembre 1914, après la Bataille de la Marne. Trente-cinq habitants âgés de 17 à 45 ans sont déportés en Allemagne après avoir emprisonnés dans l'église. Le village est fortifié par les Allemands compte tenu de sa proximité de la Route de Flandres (RN 17), et des batteries d'artillerie, des postes de mitrailleuses et des abris sont installés en 1915.
En 1916, le village se trouve dans la zone des combats de la Bataille de la Somme, mais les armées alliées ne parviennent pas à le reprendre. Ils détruisent le clocher de l'église, qui servait de poste d'observation allemand.
En 1917, après le repli des armées allemandes sur la ligne Hindenburg, le village est brièvement repris par les troupes françaises, puis anglaises, avant d'être réoccupé par les Allemands le 25 mars 1918. Il est définitivement libéré fin août 1918.
La commune est décorée de la Croix de guerre 1914-1918 le 27 octobre 1920.
La première pierre de la nouvelle église a été posée en 1929, et l'édifice béni le 12 juillet 1931.
Seconde Guerre mondiale
La commune a également été décorée de la Croix de guerre 1939-1945 le 11 novembre 1948.
La commune est située dans la zone des combats de la bataille de l'Aisne et de la Somme lors de la Seconde Guerre mondiale. En effet la commune, comme Fresnes-Mazancourt, Berny-en-Santerre, Misery, Licourt, Marchélepot et Villers-Carbonnel fait partie de la ligne Weygand dont la défense est confiée au 22e Régiment de Marche de Volontaires Étrangers (22e RVME),,.
Du 4 au 7 juin 1940, les 2 500 hommes du régiment bloquent l'avance de l'armée allemande. Succombant sous le nombre des attaques d'infanterie, des panzers et des bombardements de l'aviation, de l'artillerie, 800 hommes sont faits prisonniers.

## Politique et administration

### Rattachements administratifs et électoraux
Pertain se trouve dans l'arrondissement de Péronne du département de la Somme. Pour l'élection des députés, elle fait partie depuis 1958 de la cinquième circonscription de la Somme.
Il faisait partie du canton de Nesle depuis 1793. Dans le cadre du redécoupage cantonal de 2014 en France, le village est intégré au canton de Ham.

### Intercommunalité
La commune était adhérente de la communauté de communes de Haute-Picardie créée en 1994 sous le nom de Communauté de communes de Chaulnes et environs, et qui a pris sa dénomination de Communauté de communes de Haute-Picardie en 1999.
Le 1er janvier 2017, en même temps que Pertain fusionne avec ses voisines pour former Hypercourt, la communauté de communes de Haute-Picardie fusionne avec celle du Santerre pour former la communauté de communes Terre de Picardie.

### Liste des maires
| Période                                  | Période       | Identité      | Étiquette | Qualité                                    |
| ---------------------------------------- | ------------- | ------------- | --------- | ------------------------------------------ |
| Les données manquantes sont à compléter. |               |               |           |                                            |
| 1919                                     | 1941          | René Le Roy   |           | Conseiller d'arrondissement                |
| avant 1988                               | mars 2008     | Régis Nuttens | DVD       |                                            |
| mars 2008                                | février 2016  | André Lebrun, |           | Professeur d'université Décédé en fonction |
| avril 2016,                              | décembre 2016 | André Le Roy  |           |                                            |

| Période      | Période                   | Identité       | Étiquette | Qualité |
| ------------ | ------------------------- | -------------- | --------- | ------- |
| janvier 2017 | mai 2020                  | André Le Roy   |           |         |
| mai 2020     | En cours (au 25 mai 2020) | François Leleu |           |         |

## Démographie
L'évolution du nombre d'habitants est connue à travers les recensements de la population effectués dans la commune depuis 1793. À partir du 1er janvier 2009, les populations légales des communes sont publiées annuellement dans le cadre d'un recensement qui repose désormais sur une collecte d'information annuelle, concernant successivement tous les territoires communaux au cours d'une période de cinq ans. 
Pour les communes de moins de 10 000 habitants, une enquête de recensement portant sur toute la population est réalisée tous les cinq ans, les populations légales des années intermédiaires étant quant à elles estimées par interpolation ou extrapolation. Pour la commune, le premier recensement exhaustif entrant dans le cadre du nouveau dispositif a été réalisé en 2008,.
En 2014, la commune comptait 389 habitants, en évolution de +2,1 % par rapport à 2009 (Somme : +0,33 %, France hors Mayotte : +2,49 %).
| 1793 | 1800 | 1806 | 1821 | 1831 | 1836 | 1841 | 1846 | 1851 |
| ---- | ---- | ---- | ---- | ---- | ---- | ---- | ---- | ---- |
| 926  | 783  | 839  | 843  | 826  | 737  | 780  | 756  | 707  |

| 1856 | 1861 | 1866 | 1872 | 1876 | 1881 | 1886 | 1891 | 1896 |
| ---- | ---- | ---- | ---- | ---- | ---- | ---- | ---- | ---- |
| 653  | 647  | 633  | 575  | 588  | 553  | 538  | 519  | 497  |

| 1901 | 1906 | 1911 | 1921 | 1926 | 1931 | 1936 | 1946 | 1954 |
| ---- | ---- | ---- | ---- | ---- | ---- | ---- | ---- | ---- |
| 477  | 438  | 435  | 300  | 357  | 358  | 363  | 341  | 387  |

| 1962 | 1968 | 1975 | 1982 | 1990 | 1999 | 2008 | 2013 | 2014 |
| ---- | ---- | ---- | ---- | ---- | ---- | ---- | ---- | ---- |
| 386  | 374  | 325  | 332  | 314  | 318  | 369  | 390  | 389  |

## Culture locale et patrimoine

### Lieux et monuments
- Église moderne Saint-Rémy, construite de 1921 à 1931 après la destruction de l'édifice précédent pendant la Première Guerre mondiale[26].
- Monument aux morts de la Première, de la Seconde Guerre mondiale et la guerre d'Algérie.
- Nombreux calvaires et pigeonniers des années 1950.
- Vestiges de villas gallo-romaines ainsi que les fondations d'un manoir toujours présentes.
- Salle multifonctions construite en 2006.

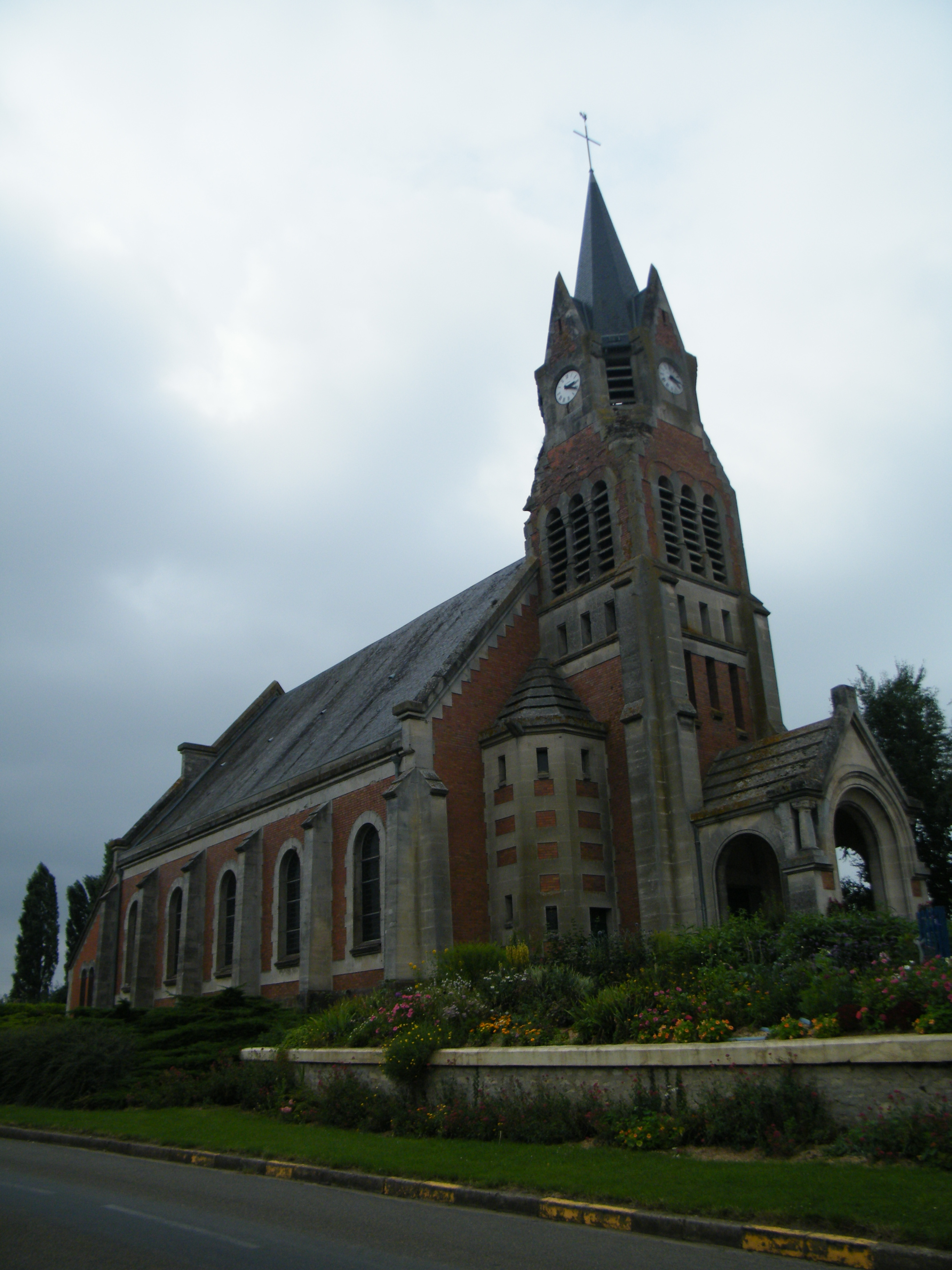
L'église Saint-Remy.
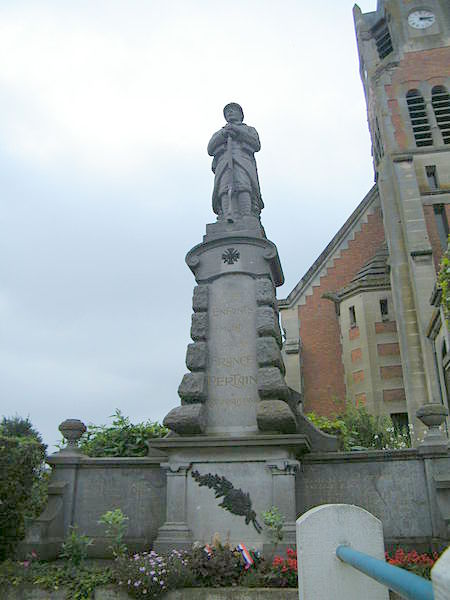
Le monument aux morts.
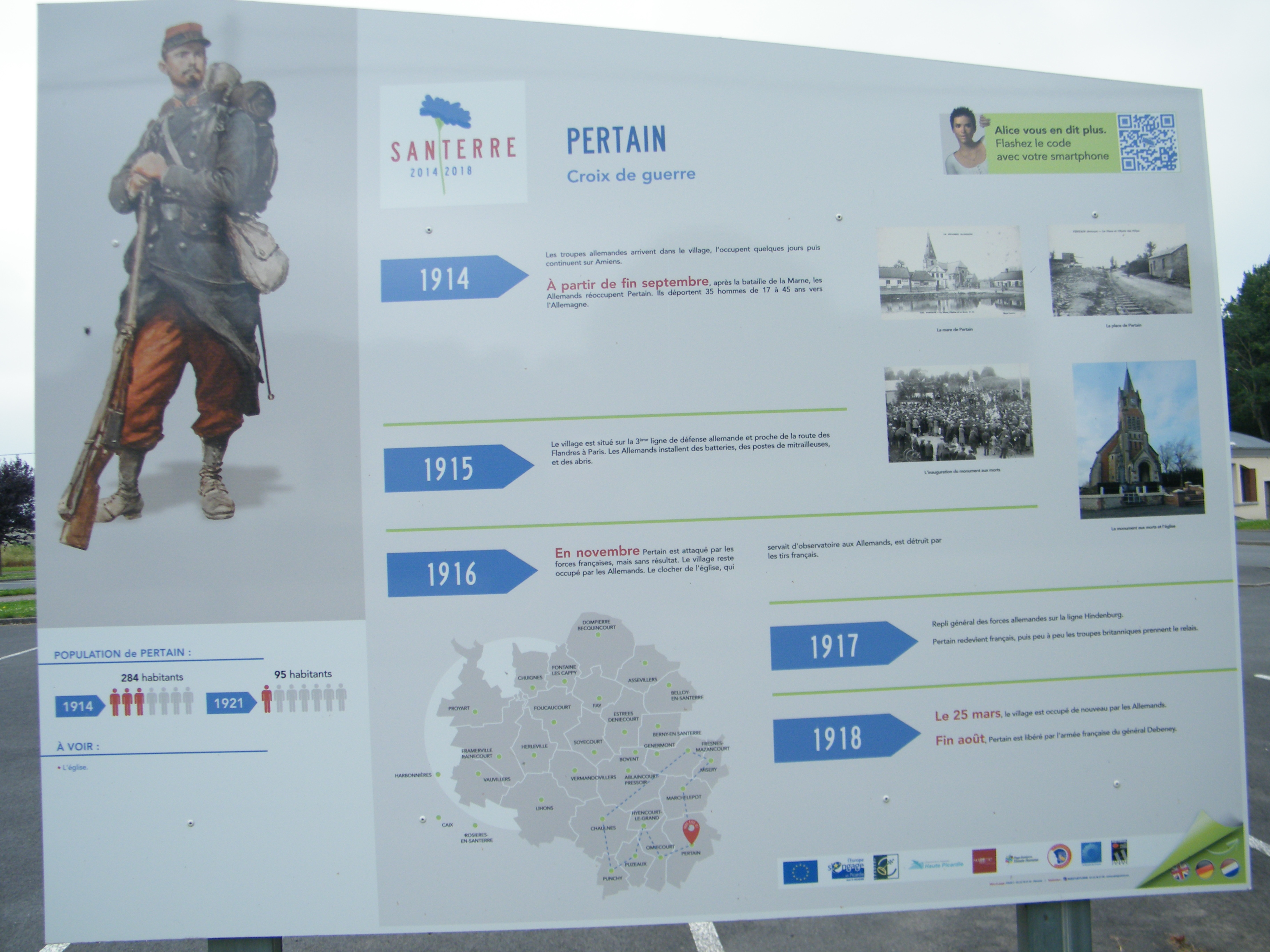
Histoire locale.
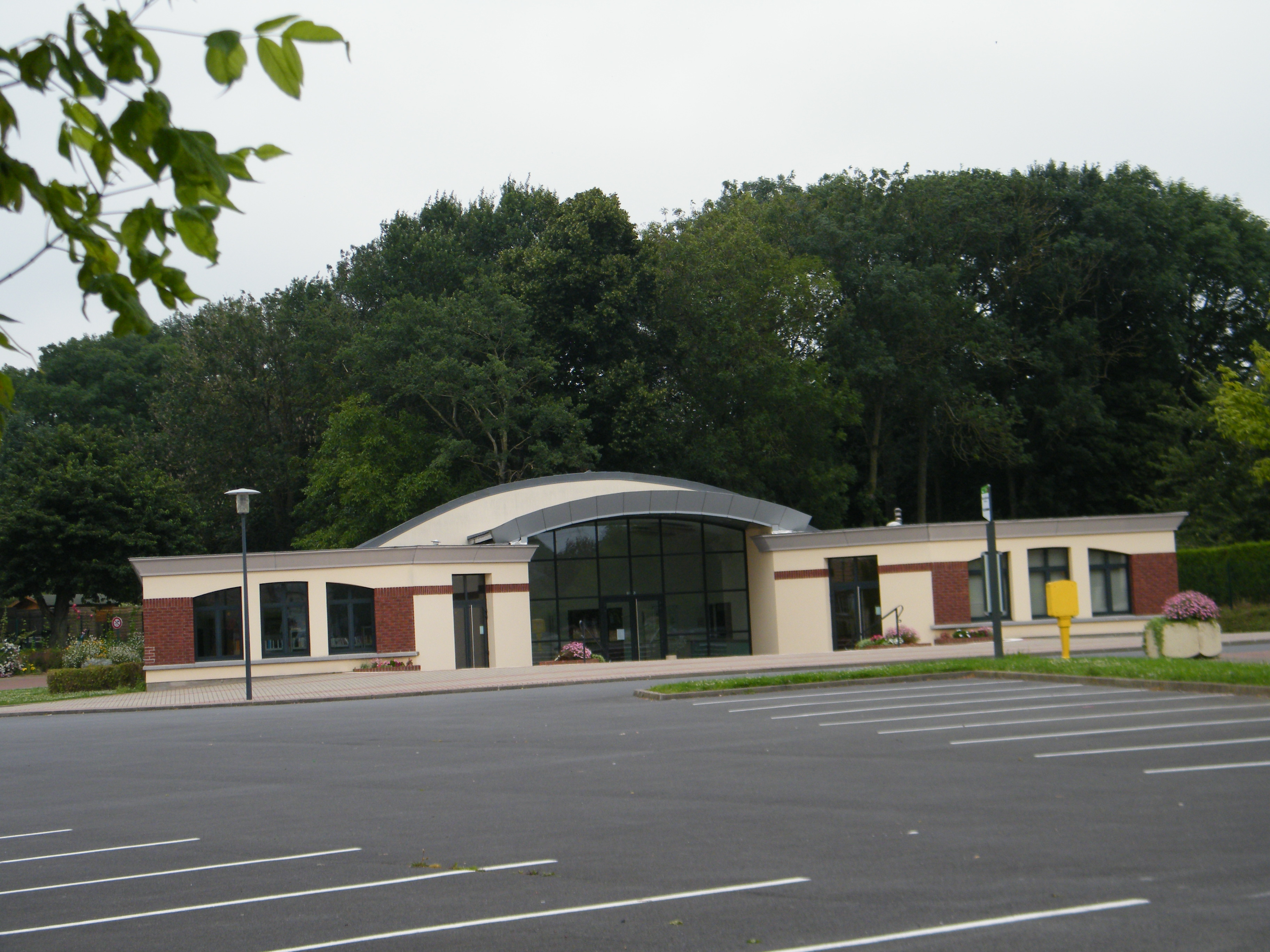
Salle communale.

### Personnalités liées à la commune
- Le vicomte Alexandre de Beauharnais et sa femme Joséphine avaient un château situé dans la commune. Malheureusement, il ne reste que les fondations de cette bâtisse puisque l'actuelle école de village fut construite en ce lieu.
- Le roi Louis XIV passait à Pertain avant de faire une halte à Marchelepot. Il y restait principalement la nuit lorsqu'il se rendait dans le nord du royaume.
- Georges-Casimir Serpette de Berseaucourt, major de cavalerie sous le Premier Empire et Louis XVIII, né le 17 avril 1790 à Berseaucourt, décédé en 1865. Chevalier et officier de la Légion d'honneur.

- Jacques Collache, maire de Rosendaël puis 2e adjoint au maire de Dunkerque dans le Nord, est né à Pertain en 1914[27].